# Memphis
Memphis ou Mênfis é a segunda cidade mais populosa do estado do Tennessee, atrás de Nashville. Localiza-se no sudoeste do estado e figura entre as 50 maiores cidades do país.
Com mais de 633 mil habitantes na cidade e quase 1,4 milhão de pessoas na região metropolitana, de acordo com o censo nacional de 2020, é a 28ª cidade mais populosa do país.
Memphis também se destaca no seu âmbito cultural, sendo considerada uma das três cidades mais importantes da música norte-americana, juntamente com Nova Orleães e Nashville. A cidade de Memphis também ficou famosa por ser a casa de Elvis Presley entre 1956 e 1977. A mansão Graceland, patrimônio da família Presley hoje transformada em museu, continua sendo um dos pontos de interesse mais visitados do estado atraindo cerca de 600 mil pessoas por ano.

## História
Por muitos motivos ligados a sua localização estratégica às margens do rio Mississipi, Memphis sempre foi valorizada como centro habitacional e comercial dos Estados Unidos. A região de Memphis era inicialmente habitada pelos índios Chickasaw, sendo que os europeus só iniciaram a colonização décadas depois da ocupação desses povos.
A região de Memphis permaneceu muito conturbada durante a maior parte do século XVIII. Após 1796, Memphis foi a cidade mais ocidental do Tennessee.

### Mercado Escravatista e Capital dos Confederados
Memphis foi fundada em 1819 por John Overton, Winchester James e Andrew Jackson e batizada em homenagem a cidade egípcia de Mênfis (que se localizava às margens do rio Nilo). Com o passar dos anos Memphis se tornou uma das cidades mais desenvolvidas dos Estados Unidos devido, principalmente, a sua localização estratégica às margens do Mississipi. Durante o auge da economia sulista baseada no cultivo de algodão, Memphis se tornou mais rica ainda. Empenhando-se na prática do mercado escravo, Memphis vendeu e forneceu escravos para quase todas as regiões do sul dos Estados Unidos e após a conclusão da Ferrovia Memphis-Charleston Memphis foi o símbolo da conquista e integração do Oeste americano.
Após a  separação do estado do Tennessee da União, em Junho de 1861, Memphis se tornou uma verdadeira fortaleza para os Estados Confederados da América, mas logo passou para o controle da União. Apesar das batalhas que quase destruíram a cidade em 1862, Memphis continuou a crescer financeira e culturalmente.

### 1910-1970:Centro Político
Memphis cresceu e se tornou o maior produtor de algodão e madeira do mundo. Duante a década de 1950, Memphis atingiu o status de maior vendedor de mulas.
Entre 1910 e 1950, Memphis se tornou um verdadeiro centro de Clientelismo sob a liderança de E. H. Crump. Durante o período conhecido como Era Crump, Memphis experimentou de um pesado investimento na cultura e lazer jamais planejados no estado do Tennessee. Devido a esse investimento cultural e educacional, Memphis foi cotada para o City Beautiful Movement.
Durante a década de 1960, a  cidade de Memphis foi a porta dos manifestações dos direitos civis dos negros e trabalhadores. Em Memphis foi assassinado o mais proeminente líder da luta contra o racismo norte-americano, Martin Luther King Jr., em 4 de abril de 1968.

## Geografia
Memphis localiza-se no sudoeste do Tennessee, no condado de Shelby, do qual é sede, com uma área total de 799 km², dos quais 769,2 km² são constituídos de terra e outros 19,8 km² (2,5%) são de água. Memphis situa-se na margem leste do rio Mississipi, sendo o  centro regional da divisa de três estados norte-americanos: Arkansas, Mississipi e Tennessee.

### Aquíferos
O território de Shelby County, onde Memphis se situa, está localizado sobre 4 aquíferos naturais, sendo o maior deles conhecido como "Aquífero de Memphis". Estes lençóis, a cerca de 330 metros da superfície, são considerados puros e completamente seguros. Além disso, calcula-se que estes armazenem cerca de 100 trilhões de galões de água.

### Clima
O clima predominante de Memphis é o subtropical úmido com as quatro estações bem definidas. As frentes frias que atingem a região são provenientes do Golfo do México e das Grandes Planícies levando mudanças drásticas de temperatura. As temperaturas altas, frequentes no Verão, são provenientes da região do Texas (ar quente e seco) ou do Golfo (quente e úmido). Julho tem uma temperatura média diária de 28,2 °C, com altos níveis de umidade, devido à invasão de umidade do Golfo do México. À tarde e à noite há tempestades frequentes durante o verão, mas geralmente breve, durando não mais que uma hora.  O início do outono é agradavelmente seco e leve, mas pode ser quente até o final de outubro. O final do outono é chuvoso e mais frio, com picos de precipitação novamente em Novembro e Dezembro. Os invernos são suaves a frio, com uma temperatura média diária em janeiro 5,1 °C. Neve ocorre esporadicamente no inverno, com uma queda de neve média de 9,9 centímetros. Tempestades de gelo e chuva gelada representam maior perigo, pois muitas vezes eles podem derrubar galhos de arvores em linhas de energia. Tempestades severas podem ocorrer em qualquer época do ano, mas principalmente durante os meses de Primavera. Granizo, ventos fortes, inundações e raios frequentemente podem acompanhar estas tempestades. Algumas tempestades geram tornados. A temperatura mais baixa registrada em Memphis foi de -25 °C em 24 de Dezembro de 1963 e a temperatura mais alta já foi de 42 °C, em 13 de Julho de 1980. Ao longo de um ano, há uma média de 4,4 dias com temperaturas máximas abaixo de 0 °C, 6,9 noites com temperaturas abaixo dos -7 °C, 64 dias com temperaturas superiores a 32 °C, e 2,1 dias com temperaturas acima dos 38 °C.
| Mês                           | Jan   | Fev   | Mar   | Abr   | Mai   | Jun  | Jul  | Ago  | Set  | Out  | Nov   | Dez   | Ano   |
| ----------------------------- | ----- | ----- | ----- | ----- | ----- | ---- | ---- | ---- | ---- | ---- | ----- | ----- | ----- |
| Temperatura média mínima (°C) | 0     | 2     | 6     | 11    | 16    | 21   | 23   | 22   | 18   | 11   | 6     | 2     | 11    |
| Temperatura média máxima (°C) | 9     | 12    | 17    | 23    | 27    | 32   | 33   | 32   | 29   | 23   | 17    | 11    | 22    |
| Precipitação (cm)             | 119,4 | 114,3 | 132,1 | 142,2 | 124,5 | 99,1 | 99,1 | 86,4 | 81,3 | 73,7 | 121,9 | 134,6 | 1,331 |
| Fonte: Weatherbase            |       |       |       |       |       |      |      |      |      |      |       |       |       |

## Demografia
Os habitantes de Memphis são chamados de Memphian (sem tradução exata). Desde 1900, o crescimento populacional médio, a cada dez anos, é de 17,6%.

### Censo 2020
De acordo com o censo nacional de 2020, a sua população é de 633 104 habitantes e sua densidade populacional é de 823,1 hab/km². Houve um decréscimo populacional na última década de -2,1%, bem abaixo do crescimento estadual de 8,9%. É a segunda cidade mais populosa do estado e a 28ª mais populosa do país, perdendo oito posições em relação ao censo anterior.
Possui 286 713 residências que resulta em uma densidade de 372,8 residências/km² e um decréscimo de -1,8% em relação ao censo anterior. Deste total, 10,8% das unidades habitacionais estão desocupadas. A média de ocupação é de 2,5 pessoas por residência.

### Censo 2010
Segundo o censo nacional de 2010, a sua população era de 646 889 habitantes e sua densidade populacional de 820 hab/km². Era a 20ª cidade mais populosa dos Estados Unidos.

### Censos anteriores
De acordo com o censo de 2005-2007, os negros constituem a etnia predominante de Memphis, sendo cerca de 62,4% da população. Os negros são seguidos pelos brancos (31,9%), índios (0,2%), asiáticos (1,6%), latinos e/ou hispânicos (4,6%) e indivíduos de outras etnias representam 2,7% da população.
O censo de 2000 mostra que neste mesmo ano havia cerca de 650 100 pessoas e 158 455 famílias residindo na cidade. A densidade populacional apresentada foi de 898,6 hab/km². A região metropolitana de Memphis, uma das maiores dos Estados Unidos apresentava uma população de 1 239 337 habitantes em 2003.

### Problemas sociais
Assim como em grande parte dos centros urbanos norte-americanos, a criminalidade é o maior problema enfrentado pelas autoridades de Memphis. Em 2004, Memphis foi classificada a 4ª cidade mais perigosa dos Estados Unidos. Apesar dos esforços e do pesado investimento em educação e cultura, a criminalidade de Memphis tem aumentado gradativamente e alguns estudiosos acreditam que a possível razão para esse quadro dramático é a diminuição da verba concedida ao Departamento de Polícia de Memphis, órgão responsável pela segurança da região.
Desde de 2006, calcula-se que as fraudes às empresas aumentaram cerca de 52,5%, o roubo a indivíduos amentou 28,5% e o número de homicídios aumentou 18% em relação aos anos anteriores. Os especialistas calculam que em 2005 Memphis teve 154 casos de homicídios e em 2006, cerca de 160 casos. Já no ano de 2007, a taxa aumentou para 164 mortes e em 2008 aumentou novamente, só que neste último ano para 167 homicídios.
Como resultado desse aumento desesperador, Memphis foi classificada como a 2ª cidade mais perigosa dos Estados Unidos, porém estatísticas recentes mostram uma tendência de redução da criminalidade em Memphis. Entre os anos de 2006 e 2008, a taxa de criminalidade caiu 16%, enquanto no primeiro semestre de 2009 registou uma redução na criminalidade de mais de 10% em relação ao ano anterior.

## Governo

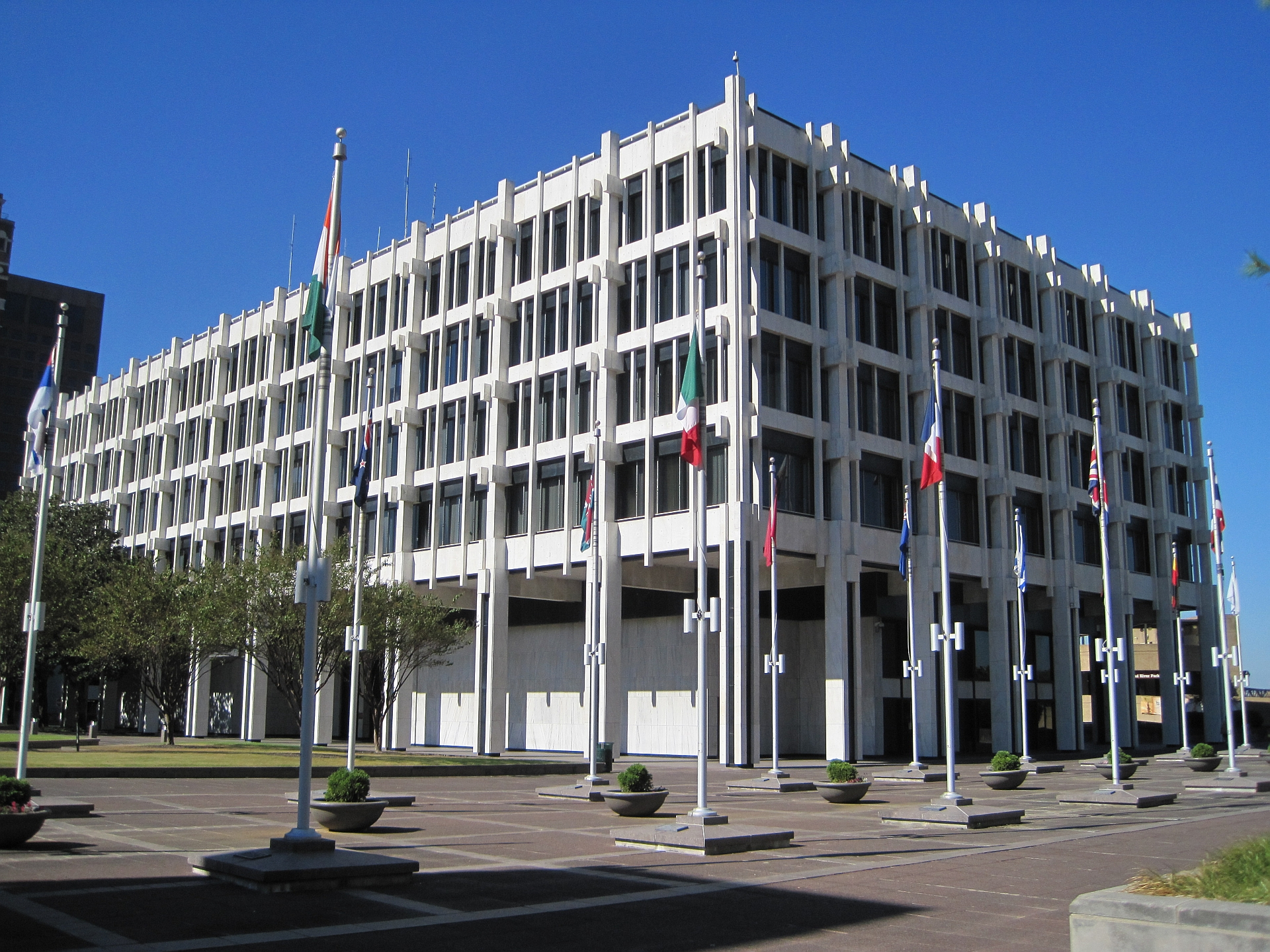
Prefeitura de Memphis

Em memphis é governada por um prefeito e por mais treze membros do Conselho Municipal (City Council), sendo seis deles eleitos pela região metropolitana e os outros seis eleitos pelos habitantes da cidade. Em 1995, porém, o Conselho Municipal adotou uma medida de instituição de conselhos para todas os distritos e bairros de Memphis. De acordo com esse planejamento feito para abranger nove distritos, prevê um representante para cada sete distritos e três representantes para cada dois distritos.
O atual prefeito de Memphis é Myron Lowery em sucessão a W.W. Herenton, que abandonou o cargo de prefeito em 30 de julho de 2009. De acordo com o lei, Myron Lowery ocupará o cargo de prefeito até 15 de outubro de 2009, quando será realizada uma eleição legal para eleger o novo prefeito.
Recentemente têm ocorrido debates públicos sobre questões relacionadas a união do Condado de Shelby a cidade de Memphis para formar uma única região metropolitana. O governo federal está planejando um plebiscito em 2010 para solucionar o caso.

## Economia

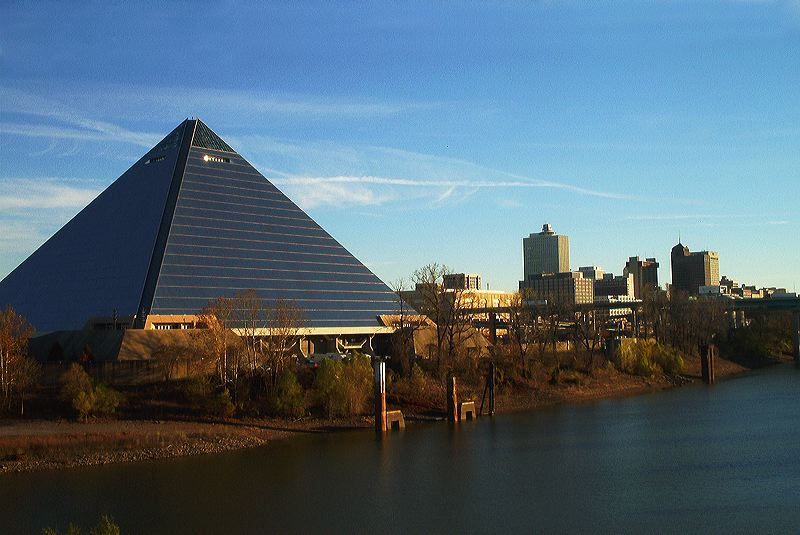
Pyramid Arena com o centro financeiro da cidade ao fundo

A localização estratégica da cidade resultou no crescimento industrial e empresarial. Às margens do Mississipi, Memphis é cortada por ferrovias e rodovias que a conectam com o restante do pais. Memphis também se destaca na indústria naval e aérea, sendo a sede da FedEx, International Paper e da Schering-Plough que figuram entre as 1000 maiores empresas globais.
A indústria cinematográfica e de entretenimento também é forte em Memphis. Vários filmes já foram filmados na cidade, entre eles: A Firma (1993), Cast Away (2000), Walk the Line (2005) e Hustle & Flow (2006).

## Esportes

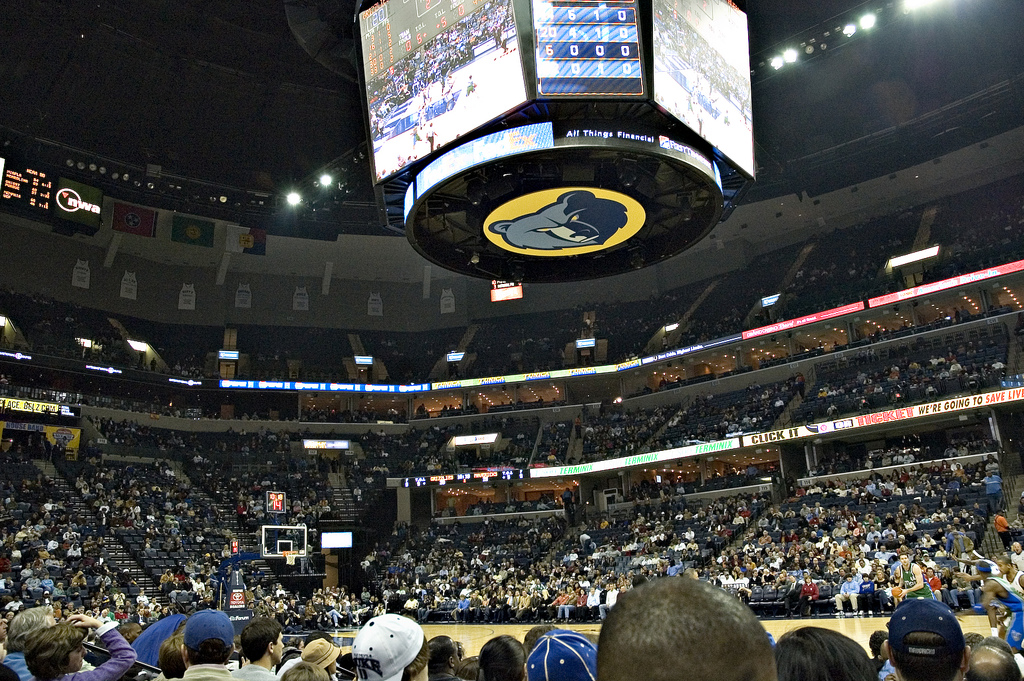
FedExForum, casa do Memphis Grizzlies.

O Memphis Grizzlies da NBA é o único time de uma das "quatro grandes" principais ligas esportivas em Memphis. O Memphis Redbirds, da Pacific Coast League, é um time de beisebol de categoria Triple-A filiado ao St. Louis Cardinals.
O St. Jude Classic é uma etapa de golfe da PGA Tour, também é realizado na cidade. Todo mês de fevereiro, a cidade já recebeu o U.S. National Indoor Championships de tênis, que fazia parte da ATP World Tour 500 series e WTA, respectivamente.

## Marcos históricos
O Registro Nacional de Lugares Históricos lista 171 marcos históricos em Memphis. O primeiro marco foi designado em 15 de outubro de 1966 e os mais recentes em 9 de abril de 2021, o Memphis Overland Company e o Missouri Portland Cement Terminal. Existem quatro Marco Histórico Nacional na cidade, incluindo Graceland, designado em 27 de março de 2006.